# Дардан (царь скифов)
Дардан (др.-греч. Δάρδανος) — мифический скифский царь, современник аргонавтов о котором сообщает Диодор Сицилийский.
Согласно Диодору, легендарный Финей царь Фракии женился на Идее дочери Дардана, царя скифов. Идея оклеветала сыновей Финея от Клеопатры, поэтому Финей велел в наказание заковать их и истязать Бореады освободили сыновей Клеопатры, убили Финея, а Фракийское царство передали освобождённым сыновьям. Аргонавты убедили новых царей не убивать Идею, а вернуть отцу. Когда Идея вернулась в Скифию, царь Дардан сам присудил дочь к смерти, и её казнили.
См. также Дардан и Идея (дочь Дардана).